# Les Transmutations imperceptibles
Les Transmutations imperceptibles je francouzský němý film z roku 1904. Režisérem je Georges Méliès (1861–1938). Film trvá necelé 2 minuty. Ve Spojených státech vyšel pod názvem The Imperceptible Transmutations a ve Spojeném království jako Imperceptible Transformation.

## Děj
Mladý princ v renesančním kostýmu vyčaruje mladou tyrolskou tanečnici, kterou vzápětí promění v princeznu. Když se ji pokusí políbit, přemění se zpět, a tak ji usadí na židli, kde ze ní stane znovu princezna. Na závěr se s ní ukloní a odejde.